# Love and Marriage
Love and Marriage – piosenka ze słowami Sammy’ego Cahna i muzyką Jimmy’ego Van Heusena.
W 1955 piosenka była wykonana przez Franka Sinatrę w programie telewizyjnym „Our Town”. Wersja Sinatry została również użyta jako piosenka w czołówce amerykańskiego serialu „Świat według Bundych”.